# Eduard al III-lea (piesă de teatru)
Eduard al III-lea (în engleză Edward III, altă denumire The Raigne of King Edward the Third) este o piesă de teatru publicată anonim în 1596, posibil scrisă de William Shakespeare. Piesa a început să fie inclusă în publicațiile operelor complete ale lui Shakespeare abia la sfârșitul anilor 1990. Printre savanții care au susținut această atribuire se numără Jonathan Bate, Edward Capell, Eliot Slater, Eric Sams, Giorgio Melchiori și Brian Vickers. Coautorul piesei rămâne subiect de dezbatere: sugestiile au inclus pe Thomas Kyd, Christopher Marlowe, Michael Drayton, Thomas Nashe și George Peele.
Piesa conține mai multe glume la adresa Scoției și a poporului scoțian, ceea ce i-a determinat pe unii critici să sugereze că l-a incitat pe George Nicholson, agentul Reginei Elisabeta la Edinburgh, să protesteze împotriva portretizării scoțieților pe scena londoneze într-o scrisoare din 1598 către William Cecil, Lord de Burghley. Acest lucru ar putea explica de ce piesa nu a fost inclusă în First Folio al operelor lui Shakespeare, care a fost publicat după ce regele scoțian Iacob a succedat la tronul Angliei în 1603.
Piesa conține, de asemenea, o referire explicită la faptul că a fost produsă nu numai pentru scenă, ci și pentru tipar. În secvența finală, Prințul Negru afirmă: „Pentru ca veacurile de apoi, când vor citi / Traficul dureros al tinereții mele duioase, / S-ar putea astfel inflama” (scena 18).